# 螃蟹兒童博物館
35°32′04.2″N 134°10′44″E / 35.534500°N 134.17889°E

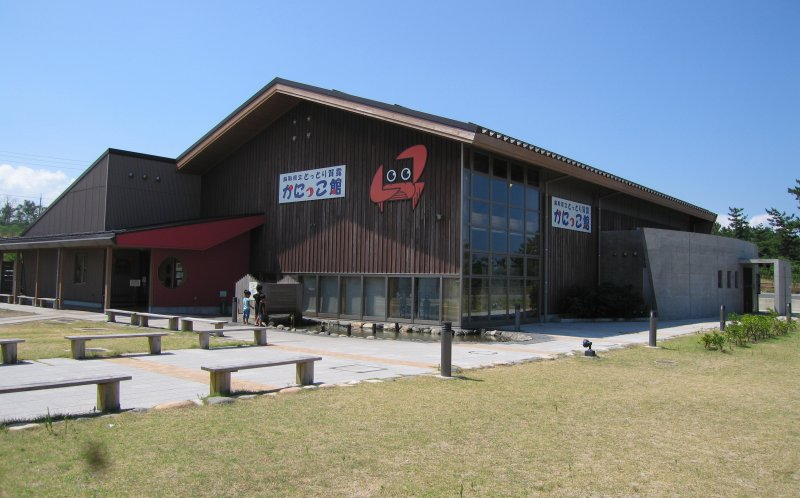
螃蟹兒童博物館外觀

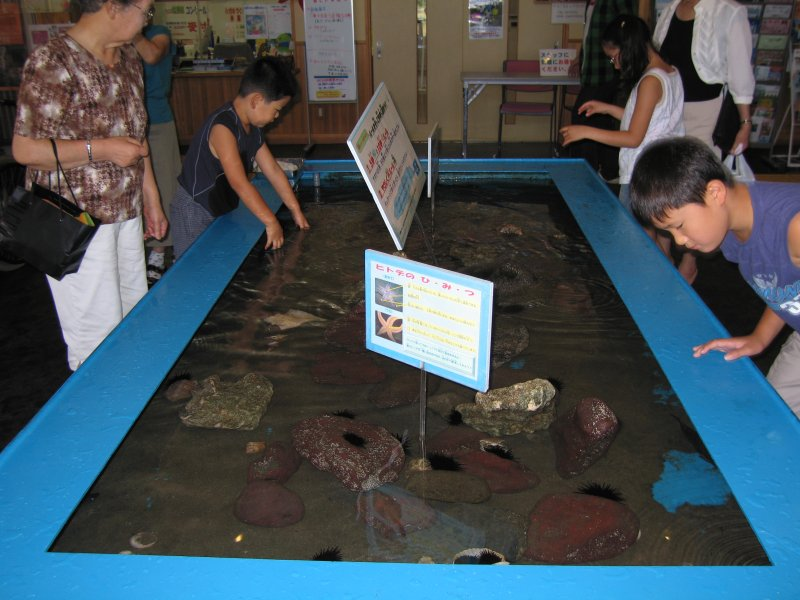
觸摸水槽

螃蟹兒童博物館是位於日本鳥取縣鳥取市賀露町的一個以螃蟹為主題的水族館，正式名稱為「鳥取縣立鳥取賀露螃蟹兒童博物館」。博物館以可以接觸活生生的螃蟹為主題。除了螃蟹外，博物館內也有展示鳥取海域可以見到的魚。
在假日會針對兒童舉辦以螃蟹為主題的繪畫及手工藝活動。

## 外部連結
- （日語） 螃蟹兒童館 （页面存档备份，存于）